# Troposfera
Troposfêra je najnižji del Zemljinega ozračja, ki se neposredno dotika zemeljskega površja. Vsebuje približno 75 % mase ozračja, ter 99 % njegove vodne pare in aerosolov. Povprečna globina troposfere na ekvatorju je 17 km, v tropskih gozdovih do 20 km, na polih pa tja do 7 km. Debelina troposfere se spreminja tudi glede na letni čas in je v toplejšem obdobju praviloma večja. Z višino se temperatura v troposferi znižuje povprečno za 6 °C/km. 
Beseda troposfera izhaja iz grške besede tropos, kar pomeni preobrat ali mešanje. Burno mešanje igra pomembno vlogo na zgradbo in vedenje troposfere, ter na vremenske pojave, ki se dogajajo v troposferi. 

## Tlak in temperatura

### Zgradba troposfere
Kemična sestava troposfere je v bistvu enotna, z opazno izjemo vodne pare. Vir vodne pare, se proizvaja na površini skozi proces izhlapevanje in transpiracije. Temperatura troposfere se zmanjšuje z višino,tako da se z manjšanjem temperature močno zmanjša tudi tlak nasičene pare. Zaradi tega pojava, količina vodne pare, ki lahko obstajajo v ozračju močno pade. Tako je delež vodne pare običajno največji v bližini zemeljske površine in se zmanjšuje z višino.

### Tlak
Tlak v ozračju je največji na morski višini in se manjša z nadmorsko višino. Ta pojav se dogaja zato, ker je ozračje skoraj v hidrostatičnem ravnotežju, kar pomeni, da je tlak enak teži zraka nad izbrano točko. Spremembo pritiska z večanjem nadmorske višino lahko enačimo z gostoto hidrostatične enačbe: 
{\displaystyle {\frac {\mathrm {d} p}{\mathrm {d} z}}=-\rho g_{n}=-{\frac {mpg}{RT}}\!\,,}
kjer je:
- gn gravitacija,
- ρ gostota,
- z višina,
- p tlak,
- R plinska konstanta,
- T absolutna temperatura v kelvinih,
- m molska masa.

Ker je temperatura tudi načeloma odvisna od spremembe nadmorske višine, potrebujemo še drugo enačbo, da lahko določimo tlak kot funkcijo višine, kot je obravnavano v naslednjem poglavju.

### Temperatura
Temperatura troposfere se zmanjšuje z višjo nadmorsko višino. Stopnja s katero se temperatura zmanjšuje, {\displaystyle -\mathrm {d} T/\mathrm {d} z}, se imenuje temperaturni gradient. Razlog, da se temperatura zmanjšuje z naraščanjem nadmorske višine bomo razložili v nadaljevanju. Ko se delec zraka dvigne od površine se razširi, ker je pritisk pri nižji nadmorski višini, večji kot pri višji. Ko se delec zraka razširi, izpodriva zrak okoli sebe in pri tem opravlja neko delo. Vendar čeprav opravlja delo, ne pridobiva toplote iz svojega okolja, ker je toplotna prevodnost tega delca zraka nizka (takemu procesu pravimo adiabatni proces). Ker delec zraka opravlja delo in ne pridobiva toplote, izgublja energijo in posledično se zato temperatura zmanšuje. Ko delci zraka padajo na nižjo nadmorsko višino, pa se zgodi ravno obratno od že zgoraj opisanega.
Ker se toplota spreminja, je {\displaystyle \mathrm {d} Q} povezan z entropijo {\displaystyle \mathrm {d} S} preko {\displaystyle \mathrm {d} S=\mathrm {d} Q/T}. Enačba, ki ureja temperaturo kot funkcijo višine za temeljito premešano atmosfero je: 
{\displaystyle {\frac {\mathrm {d} S}{\mathrm {d} z}}=0\!\,,}
kjer je S entropija. Stopnja po kateri temperatura pada z višino pod takimi pogoji se imenuje temperaturni gradient.
Za suh zrak, katerega ocenjujemo kot idealni plin, lahko preko adiabatne enačbe napišemo takole:
{\displaystyle p(z)T(z)^{-{\frac {\gamma }{\gamma -1}}}={\mbox{konst.}}}
kjer je {\displaystyle \gamma } toplotno razmerje ({\displaystyle \gamma }=7/5, za zrak). S kombinacijo enačbe za pritisk dobimo enačbo za adiabatski temperaturni gradient suhega zraka,
{\displaystyle {\frac {\mathrm {d} T}{\mathrm {d} z}}=-{\frac {mg}{R}}{\frac {\gamma -1}{\gamma }}=-9.8^{\circ }\mathrm {C} /\mathrm {km} }
Če zrak vsebuje vodno paro, potem lahko ohlajanje ozračja povzoči, da se voda kondenzira. V tem primeru ne govorimo več o idelnem plinu. Če je zrak na meji nasičenega parnega tlaka, potem stopnjo pri kateri se temperatura niža z višino imenujemo temperaturni adiabatni gradient. Dejansko stopnjo padanja temperature z večanjem nadmorske višine v troposferi bolj splošno imenujemo adiabatna sprememba temperature. V troposferi se povprečna adiabatna sprememba temperature zamanjšuje za približno 6.5 °C za vsak 1 km (1000 metrov) višinske razlike. 
Adiabatna sprememba temperature (dejanska stopnja pri kateri temepratura pada z nadmorsko višino, {\displaystyle \mathrm {d} T/\mathrm {d} z}) po navadi ni enak adiabatni gradietni stopnji (ali ustrezno, {\displaystyle \mathrm {d} S/\mathrm {d} z\neq 0}). Če je zgornji zrak toplejši od določene adiabatne gradietne stopnje ({\displaystyle \mathrm {d} S/\mathrm {d} z>0}), potem se delec zraka, ki se dviga in širi, prispe na novo višino z manjšo temperaturo kot njegova okolica. V tem primeru je delec zraka gostejši kot njegova okolica, zato se spusti nazaj na višino na kateri je bil prej, zrak z isto gostoto pa mu preprečuje, da bi se ponovno dvignil. Če pa je zgornji zrak troposfere hladnejši od določene adiabatne gradietne stopnje, potem se delec zraka dviguje proti novi višini z višjo temperaturo in manjšo gostoto, kot višji zrak v njegovi okolici in se bo še naprej pospešeno premikal navzgor.
Temperatura se na sredini zemljepisne širine spreminja od približno 15 °C na morski višini do približno -55 °C na začetku tropopavze. Pri Geografski polih je troposfera tanjša, zato se temperatura spreminja samo za -45 °C, med tem, ko lahko temperatura pri ekvatorju v zgornji troposferi doseže -75 °C.

### Tropopavza
Tropopavza je meja med troposfero in stratosfero.
Merjene temperature med troposfero in stratosfero določa lega tropopavze. V troposferi se temperatura manjša, če se nadmorska višina veča. Pri stratosferi pa temperatura ostaja nekaj časa konstantna, nato pa z višino pridobiva toploto. Področje ozračja, kjer se adiabatni gradient zamenja iz pozitivnega (troposfera) v negativnega (stratosfera) je definiran kot tropopavza.